# Oros (Berg)
Der Oros (griechisch Όρος ‚Berg‘) ist mit 532 m die höchste Erhebung auf der griechischen Insel Ägina. Der Berg befindet sich im Süden der Insel und ist vulkanischen Ursprungs. Auf seinem Gipfel befindet sich eine befestigte Siedlung der mykenischen Zeit. Seit dem frühen 1. Jahrtausend v. Chr. ist der Gipfel Kultort des Zeus Hellanios, dessen Altar und Heiligtum in der hellenistischen Zeit ausgebaut wurden.
Am Nordhang wurden Baureste und Inschriften gefunden.